# 幸手総合公園
幸手総合公園（さってそうごうこうえん）は埼玉県幸手市（権現堂川地区）に位置する幸手市立の都市公園（総合公園）である。

## 概要
園内施設は陸上グラウンドやサッカーコート・テニスコート・駐車場などである。また、利用料金に関して久喜市・蓮田市・白岡市・南埼玉郡宮代町・北葛飾郡杉戸町の在住者は通常料金で利用することができる。これらの自治体以外の利用者の利用料金は当該使用料の2倍となっている。また、公園敷地内には「ひばりヶ丘球場」（野球場）も併設されている。

## 施設
- グラウンド
  - 陸上グラウンド
  - サッカーコート
- テニスコート
- ひばりヶ丘球場（野球場）
- あずまや
- 園路
- 駐車場

## 所在地
幸手総合公園
- 〒340-0123
- 埼玉県幸手市大字木立字流作1779[2]

ひばりヶ丘球場
- 〒340-0123
- 埼玉県幸手市大字木立1929

## 交通
- 幸手駅より市内循環バスの「幸手駅前」バス停より「西Aコース」に乗車、「ひばりケ丘桜泉園（乗車約40分）」にて下車、バス停より東方へ徒歩約3分（道程約200m[3]）。運賃は100円（1日乗車券は200円）。（市内循環バス　幸手市ホームページ）
- 幸手駅より東北東方へ徒歩にて約40分。（距離約2.6km）[4]

## 周辺・関連項目
- 上吉羽中央公園
- 中川（権現堂川）
- 冬木落川
- 首都圏中央連絡自動車道
- 宇和田公園
- 上吉羽1号緑道・上吉羽2号緑道
- 八幡神社
- 妙法寺